# ピーター・ルウェリン・デイヴィス
ピーター・ルウェリン・デイヴィス（英: Peter Llewelyn Davies MC、1897年2月25日 – 1960年4月5日）は、アーサー・ルウェリン・デイヴィスとシルヴィア・ルウェリン・デイヴィスの5人息子の三男。ジェームス・マシュー・バリーと友人となり、非公式ではあるが養子となった。バリーは「ピーター・パン」の名前は彼に因んで名付けられたことを公表している。人生を通して「本物のピーター・パン」と呼ばれ続けることに苦悩し、最終的に自殺した。デイヴィスはイギリスの作家ダフニ・デュ・モーリエのいとこである。
第一次世界大戦での功績が称えられ戦功十字勲章を受賞し、1926年、出版社ピーター・デイヴィス社を創立した。

## 生い立ち
長兄ジョージと次兄ジャックがナニーのメアリー・ホグソンと共にケンジントン・ガーデンズに出掛けバリーと友人になった際、デイヴィスは乳母車に乗っていた。1902年のバリーの小説『小さな白い鳥』にピーター・パンが初登場した際、ピーター・パンはケンジントン・ガーデンズに逃げた赤ん坊であった。しかし家族の説明によると兄ジョージと弟マイケルがピーター・パンの初期のモデルであり、デイヴィスは少年期に著名な1904年の戯曲版および1911年の小説版でモデルとなった。
1904年、バリーの戯曲『ピーター・パンあるいは大人になりたがらない少年』がロンドンにあるデューク・オブ・ヨークス・シアターで初演された。同年、デイヴィス家はロンドンからハートフォードシャーのバーカムステッドにあるエリザベス朝様式のイーガートン・ハウスに転居した。3年後の1907年、父アーサーが癌で亡くなり、母シルヴィアはデイヴィスら息子たちを連れてロンドンに戻った。シルヴィアも癌が進行し、1910年に亡くなった。バリーに宛てた遺言には息子たちのおじにあたるクロンプトン・ルウェリン・デイヴィスおよびガイ・デュ・モーリエ、祖母にあたるエマ・デュモーリエと共に息子たちの後見人になってくれるよう記されていた。ホグソンがナニーを続けて代理母を務め、バリーは後見人の中心となって経済的支援も行なった。デイヴィスはジャック以外の兄弟と同様、イートン・カレッジに進学した。

## 経歴
兄ジョージと共に第一次世界大戦の志願兵となり、士官となった。フランスで通信部隊に所属し塹壕で長時間過ごし、伝染性膿痂疹で入院したこともあった。戦功十字勲章を受章したが、戦争のトラウマが残った。1915年、兄ジョージが塹壕で亡くなった。
1917年、まだ軍務に就いていた頃、デイヴィスはハンガリー生まれで水彩画家、イラストレーター、衣裳およびポスターのデザイナーのヴェラ・ウィロビーと出会い、交際を開始した。ウィロビーは27歳年上で、既婚でデイヴィスより年上の娘がいた。休暇中はウィロビーと共に過ごしており、バリーを憤慨させ仲違いした。元ナニーで代理母のホグソンも交際に大反対であった。少なくとも1919年の軍務終了まで交際は続いた。1926年、ウィロビーの挿絵によるジョージ・ファーカーの『募兵官』を出版した。
1926年、デイヴィスはバリーの経済的支援を受けて出版社ピーター・デイヴィス社を創立し、1951年、いとこであるダフニ・デュ・モーリエによる祖父の漫画家で作家のジョージ・デュ・モーリエに関する小説『The Young George du Maurier: a selection of his letters 1860-67 』を出版した。
1931年、ウォルター・ホア・ルースヴェンの末娘マーガレット・レスリー・ホア・ルースヴェンと結婚し、ルースヴェン(1933年-1998年)、ジョージ(1935年-)ピーター(1940年-1989年)の3人息子をもうけた。
ピーター・パンの名付けの基となったことに憎悪を募らせ、「最悪の代表作」とまで言うようになった。1937年にバリーが亡くなると、遺産のほとんどがバリーの秘書のシンシア・アスキスに贈与されたが、ピーター・パンの著作権はそれ以前の1929年、ロンドンにあるグレート・オーモンド子供病院に寄贈されていた。デイヴィスら生存していた兄弟たちもデイヴィスからの遺産を引き継いだが、これにより酒に溺れアルコール中毒となっていった。のちにデイヴィスの長男ルースヴェンはインタビューにおいて「父はピーター・パンに関して複雑な感情を持っていた。父はバリーが父からピーター・パンの着想を得たと語ることを受け入れたのだから、父がバリーから全てを相続することが道理である。父はそうなるものだと思っていた。それが、父がのちに憎むようになったピーター・パンに繋がりを持ってから経験したことに対しての報いとなるべきだった」と語った。

## 死去
1960年4月5日、63歳のデイヴィスはロイヤル・コート・ホテルのバーで長時間過ごした後、ロンドン地下鉄のスローン・スクエア駅の近くに歩いて行き、駅に入ろうとしている電車に飛び込んだ。検視の結果、精神的問題による自殺とされた。直前まで家族のメモや書簡を集め、死体安置所と資料室の双方の意味を持つ『Morgue 』として編纂していた。弟マイケルの、自殺の疑いのある死についても触れねばならず、多少なりともそれに関する資料も扱っていた。また自身のアルコール中毒および慢性閉塞性肺疾患のほか、妻と息子3人全員が命に関わるハンチントン病に罹患していたことが自殺の原因の一部とされている。これを報じる新聞の見出しには「ピーター・パン」という名称が含まれた。

## メディア
1978年、BBCはミニシリーズ『The Lost Boys 』を制作した。年齢に応じて、Jean-Benoit Louveaux、マシュウ・ブラクスタッド、ドミニク・ヒース、トム・ケリーの複数の俳優がデイヴィス役を演じた。
2004年の映画『ネバーランド』では子役のフレディ・ハイモアがデイヴィス役を演じた。父の死に苦悩していたがバリーに救われる役柄を演じ、ハイモアは全米映画俳優組合賞にノミネートされた。ミュージカル『ファインディング・ネバーランド』において、2012年のイギリス・プレミア公演ではハリー・ポルデン 、2014年のケンブリッジ公演および2015年のブロードウェイ公演ではエイデン・ジェムがデイヴィス役を演じた。
2013年、ジョン・ローガンの脚本により演劇『Peter and Alice 』が上演され、名声と過去に苦悩するデイヴィス役をベン・ウィショーが演じた。